# 時昌迷你倉
時昌迷你倉（英語：SC Storage）是香港的一家迷你倉營運公司，於2001年首先在油塘工廈成立。創辦人為時景恒，目前時昌在在香港及澳門有超過60間分店，共約萬多個迷你倉供租用。

## 事件
2007年起，時昌開始在宣傳易賣電視廣告，而其電話號碼（+852）8177 7778更是深入民心，而廣告的外籍人士主角Matt則是時昌公司的董事。
2013年，曾據報以逾億元集資上市但失敗。

### 淘大迷你倉四級火
2016年6月21日早上11時，時昌迷你倉位於九龍淘大工業村的3樓迷你倉起火，極速變為三級，其後變為四級，而高級消防隊長張耀升及消防隊目許志傑先後在救火期間不幸殉職。事件令時昌被各界群起攻之，創辦人更為租戶賠償，亦被揭發雖然單位內裝修符合消防條例，但卻沒有灑水系統，加上走廊過長、間隔過多等不利於防火的問題，令起火持續長時間仍未能救熄。時昌被質疑利用舊式樓宇的消防條例寬鬆而豁免安裝防火系統。